# Tesoro de Valsadornín
El tesoro de Valsadornín es un tesoro de la época de la Hispania romana (fechado circa 270) encontrado en las proximidades de la localidad de Valsadornín, provincia de Palencia, España.

## Historia
El tesoro fue hallado el 19 de agosto de 1937 por los hermanos Tomás y Eusebia Roldán cuando recorrían a pie el camino que unía Valsadornín con Gramedo, localidad de la que eran vecinos. En medio de una fuerte tormenta, cuando atravesaban el paraje de Santa Águeda en un lugar conocido como Valdiquecho, tropezaron con los restos de un recipiente que asomaba del suelo con una gran cantidad de monedas. Los hermanos recogieron el tesoro y lo trasladaron a su casa. Allí comprobaron que se trataba de una especie de olla con un conglomerado de monedas oxidadas en su interior. El conjunto pesaba 45 kg.
Las autoridades arqueológicas palentinas procedieron a inspeccionar el lugar en busca de otros posibles restos, sin resultado. El tesoro se trasladó al Museo de Palencia, pero no llegó completo pues los propios hermanos Roldán, así como vecinos de Cervera de Pisuerga, el gobernador de Valladolid Juan Alonso-Villalobos Solórzano o el departamento de Arqueología de la Universidad de Valladolid, se quedaron con parte de las monedas. En este museo permaneció hasta 1951, cuando se trasladó la parte amalgamada del tesoro al Museo Arqueológico Nacional en Madrid.
En 1979 se realizó el primer estudio de la parte que quedó en Palencia. Entre las monedas del tesoro, los emperadores romanos que mayoritariamente aparecen representados son Galieno, Claudio II y Salonina, aunque en total hay dieciocho gobernantes representados. El total de monedas en Palencia era de 2421, que pesaban 6,2 kg, un 14 % de las del hallazgo inicial. El examen de las monedas permite fijar la fecha de ocultación del tesoro no antes del 270 y su dueño seguramente lo escondiera debido a la inestabilidad interna de la época. Se estimó que inicialmente el tesoro pudo tener unas diez mil piezas.
La parte de Madrid permaneció en depósito en el MAN por décadas, esperando para ser restaurada. Finalmente entre 2016 y 2018 el Instituto del Patrimonio Cultural de España procedió a restaurarlo y tras ser expuesto en el MAN, fue entregado al Museo de Palencia en enero de 2019 para su exposición completa.